# Variety (periodico)
Variety è una rivista settimanale e sito web di intrattenimento fondata nel 1905 da Sime Silverman. Con l'aumentare dell'importanza ricavata nell'industria cinematografica, nel 1933, Silverman fondò il Daily Variety, un quotidiano con sede a Hollywood impegnato unicamente nella pubblicazione di notizie riguardanti il cinema.

## Storia
Variety viene fondato nel 1905 dal giornalista Sime Silverman come vaudeville settimanale con sede a New York. Il 19 gennaio 1907, su Variety è stata scritta la prima recensione di un film nella storia del cinema. Nel 1933, con l'aumentare della popolarità e delle vendite, Silverman fonda il Daily Variety spostando la sede centrale a Hollywood, ma muore l'anno stesso, lasciando il posto di redattore capo ad Abel Green.
Il figlio di Sime, Syd Silverman, ha acquisito il settimanale nel 1956 e ne è stato il direttore sino al 1987, anno in cui ha venduto le azioni alla Reed Elsevier per 64 000 000 $. Un'edizione minore pubblicata con il nome Daily Variety Gotham è stata creata nel 1998 a NY, che ne è anche la sede. Il sito web Variety.com è stato lanciato con successo nel 1998, e per alcuni anni successivi all'apertura l'accesso al suo interno era conseguito da un pagamento per la lettura degli articoli.
La rivista è pubblicata dalla Reed Business Information, una divisione del conglomerato dell'industria mediatica Reed Elsevier, e possiede tre diverse edizioni stampa e un sito web. L'attuale redattore capo è Peter Bart, noto per le sue collaborazioni con la Paramount Pictures e The New York Times. Stando ai dati emessi durante marzo 2005 dall'organizzazione no-profit "Audit Bureau of Circulations", l'edizione Daily Variety viene pubblicata in 31 622 copie giornaliere, mentre Variety ne produce 30 800 a settimana.

## Premi
Nel 2010 il "Variety Profile in Excellence" è stato assegnato a produttore cinematografico Aurelio De Laurentiis, premiazione avvenuta in occasione della 67ª edizione della Mostra del Cinema di Venezia.
Il 3 dicembre 2012 viene consegnato il "Variety Home Entertainment Hall of Fame" al produttore Avi Lerner.